# 体感忍者
《体感忍者》是一款运行在iOS平台上的类似于Kinect操控方式的体感游戏。该游戏是第一款移动平台的高精度体感游戏，由GameBoolean公司开发并发行。
此游戏融合了水果忍者和Xbox加Kinect两者的特点，在iOS移动设备上实现了体感切水果的效果。iPhone版本于2012年11月2号上线，相对应的iPad版本（Motion Ninja HD）也会尽快发布。

## 玩法
本游戏的目标：砍掉水果得到分数，并避免砍中炸弹，以及水果没被砍掉而掉落出屏幕（限经典模式）
本游戏有两种游戏模式：
- 经典（Classic）模式：砍掉盡可能多的水果，且避免砍中炸弹。游戏共五条命，每次水果没被砍掉而掉落出屏幕则扣除一条命，每次砍到炸弹则扣除一条命，生命扣光则游戏结束。
- 街机（Arcade）模式：没有炸弹，在60秒内弹出各种水果，尽可能多地得分，连击会有双倍得分奖励。